# Aire d'attraction de Marseille - Aix-en-Provence
L'aire d'attraction de Marseille - Aix-en-Provence est un zonage d'étude défini par l'Insee pour caractériser l’influence de la commune de Marseille sur les communes environnantes. Publiée en octobre 2020, elle se substitue à l'aire urbaine de Marseille - Aix-en-Provence, qui comportait 90 communes dans le zonage de 2010.

## Définition
L'aire d'attraction d'une ville est composée d’un pôle, défini à partir de critères de population et d’emploi ainsi que d’une couronne constituée des communes dont au moins 15 % des actifs travaillent dans le pôle. Le pôle d’attraction constitue ainsi un point de convergence des déplacements domicile-travail,.

## Géographie
L’aire d'attraction de Marseille - Aix-en-Provence est une aire inter-départementale qui comporte 115 communes : 80 situées dans les Bouches-du-Rhône, 22 dans le Var et 13 en Vaucluse. 

### Carte

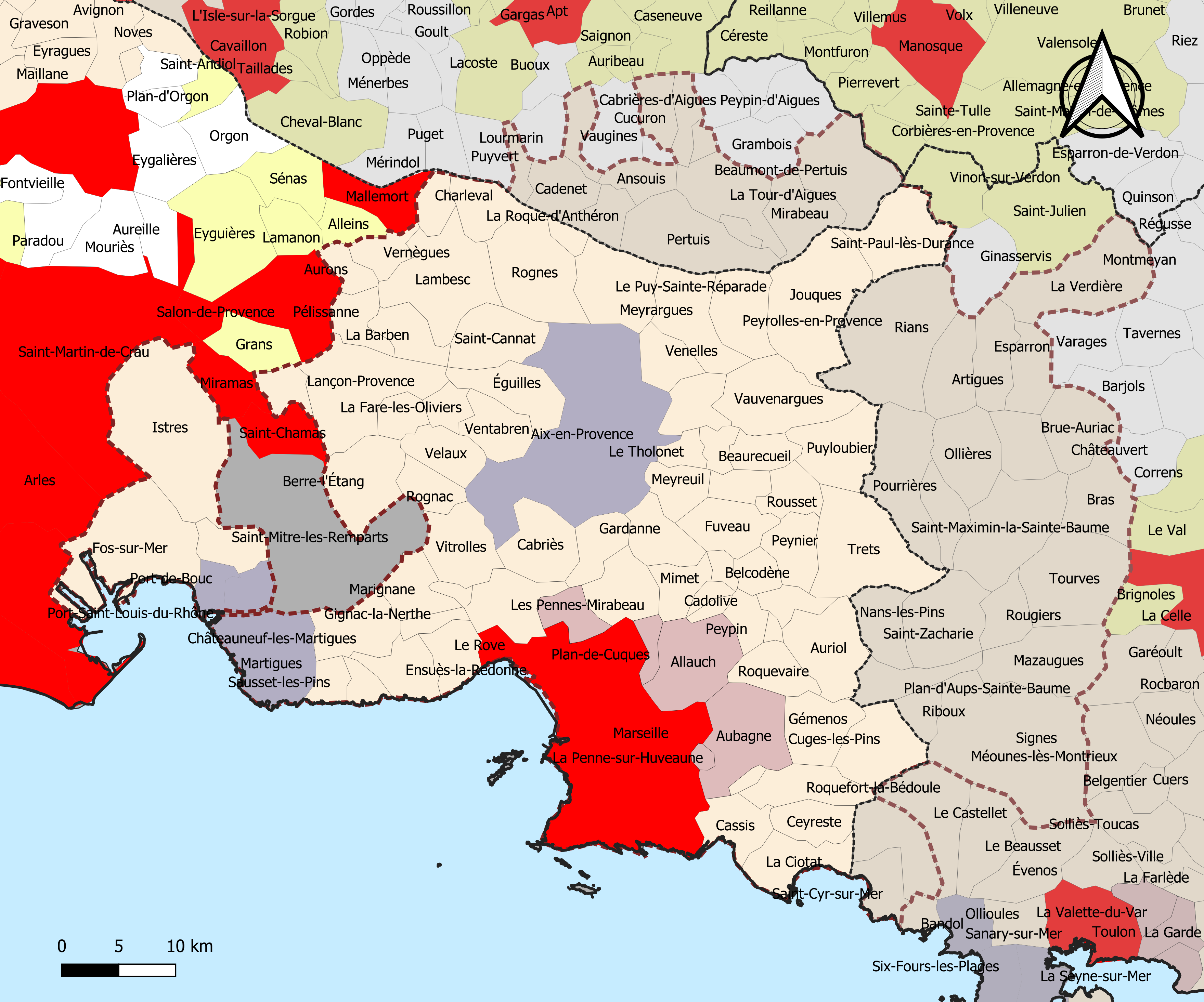
Carte de l'aire d'attraction de Marseille - Aix-en-Provence.
Commune-centre
Commune du pôle principal
Commune de la couronne

### Composition communale
| Catégorie                     | Département      | Communes | Communes |
| Catégorie                     | Département      | Nombre   | Libellé |
| ----------------------------- | ---------------- | -------- | --- |
| Commune-centre                | Bouches-du-Rhône | 1        | Marseille. |
| Communes du pôle principal    | Bouches-du-Rhône | 5        | Allauch, Aubagne, La Penne-sur-Huveaune, Plan-de-Cuques, Septèmes-les-Vallons. |
| Communes d'un pôle secondaire | Bouches-du-Rhône | 3        | Aix-en-Provence, Martigues, Port-de-Bouc. |
| Communes de la couronne       | Bouches-du-Rhône | 71       | Auriol, Aurons, La Barben, Beaurecueil, Belcodène, Berre-l'Étang, Bouc-Bel-Air, La Bouilladisse, Cabriès, Cadolive, Carry-le-Rouet, Cassis, Ceyreste, Charleval, Châteauneuf-le-Rouge, Châteauneuf-les-Martigues, La Ciotat, Cornillon-Confoux, Cuges-les-Pins, La Destrousse, Éguilles, Ensuès-la-Redonne, La Fare-les-Oliviers, Fos-sur-Mer, Fuveau, Gardanne, Gémenos, Gignac-la-Nerthe, Gréasque, Istres, Jouques, Lambesc, Lançon-Provence, Marignane, Meyrargues, Meyreuil, Mimet, Pélissanne, Les Pennes-Mirabeau, Peynier, Peypin, Peyrolles-en-Provence, Puyloubier, Le Puy-Sainte-Réparade, Rognac, Rognes, La Roque-d'Anthéron, Roquefort-la-Bédoule, Roquevaire, Rousset, Le Rove, Saint-Antonin-sur-Bayon, Saint-Cannat, Saint-Estève-Janson, Saint-Marc-Jaumegarde, Saint-Mitre-les-Remparts, Saint-Paul-lès-Durance, Saint-Savournin, Saint-Victoret, Sausset-les-Pins, Simiane-Collongue, Le Tholonet, Trets, Vauvenargues, Velaux, Venelles, Ventabren, Vernègues, Vitrolles, Coudoux, Carnoux-en-Provence. |
| Communes de la couronne       | Var              | 22       | Artigues, Bras, Brue-Auriac, La Cadière-d'Azur, Esparron, Mazaugues, Nans-les-Pins, Ollières, Plan-d'Aups-Sainte-Baume, Pourcieux, Pourrières, Rians, Riboux, Rougiers, Saint-Cyr-sur-Mer, Saint-Martin-de-Pallières, Saint-Maximin-la-Sainte-Baume, Saint-Zacharie, Seillons-Source-d'Argens, Signes, Tourves, La Verdière. |
| Communes de la couronne       | Vaucluse         | 13       | Ansouis, La Bastidonne, Beaumont-de-Pertuis, Cabrières-d'Aigues, Cadenet, Mirabeau, La Motte-d'Aigues, Pertuis, Puyvert, Saint-Martin-de-la-Brasque, La Tour-d'Aigues, Vaugines, Villelaure. |

## Démographie
Cette aire est catégorisée dans les aires de 700 000 habitants ou plus (hors Paris), une catégorie qui regroupe 19,7 % de la population au niveau national,.